# Levélatkaformák

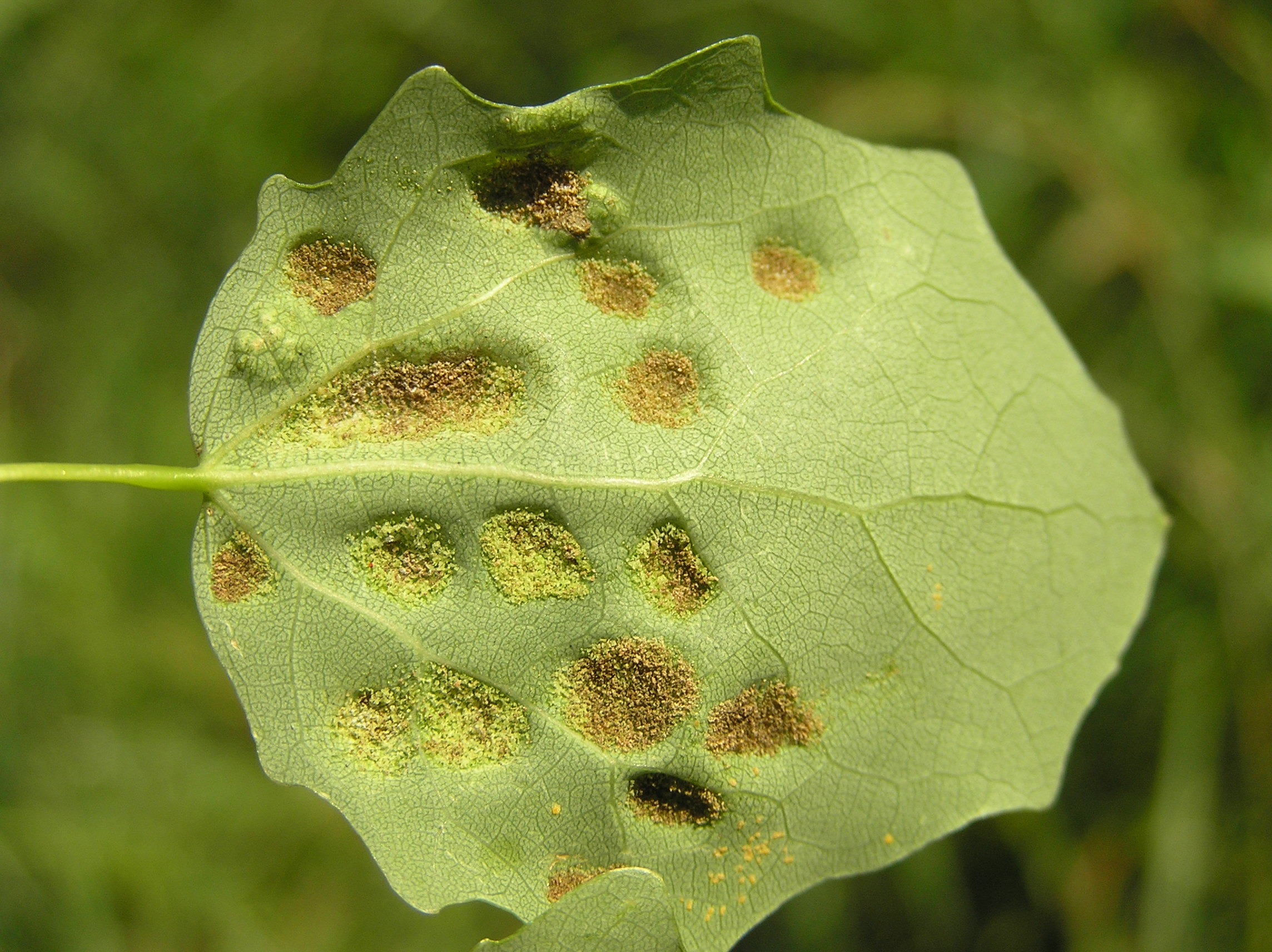
… és fonákán

A levélatkaformák (Phyllocoptinae) a pókszabásúak (Arachnida) osztályában a bársonyatka-alakúak (Trombidiformes) rendjébe tartozó gubacsatkafélék (Eriophyidae) családjának az egyik legnépesebb alcsaládja több mint 2000 fajjal.

## Megjelenésük, felépítésük
Parányi (0,07–0,3 mm-es) állatok, ezért szabad szemmel csak kártételük látható. A többi gubacsatkaszerűhöz hasonlóan mindössze két pár lábuk van; testük hengeres, féregszerűen megnyúlt. Szájszervük szúrószervvé módosult.
Szervezetük annyira leegyszerűsödött, hogy légző-, keringető- és kiválasztó szerveik sincsenek. Vékony kültakarójukon át, kezdetleges tracheákkal lélegzenek; testfolyadékukat, a hemolimfát csupán testük mozgatásával keringetik. A valódi gubacsatkáktól (Eriophyinae) eltérően egyes hátoldali gyűrűik szélesebb gyűrűkké olvadtak össze. Az ilyen, szélesebb hátoldali félgyűrűk a tergitek, alattuk a keskenyebb hasoldali félgyűrűk a ventritek.
Egyes fajok téli és nyári alakjuk apró kiemelkedéseinek számát és formáját változtatva a párologtatásukat is szabályozzák. Rövid lábaik testük elején nőnek, ezért testük aránytalanul nagy hátsó részét hasoldali sertéikkel támasztják alá. A levélszőrökön lábfejük „tollas karmaival” és faroksertéikkel tornázzák át magukat.

## Életmódjuk
A többi gubacsatkaszerűhöz hasonlóan növényi nedvekkel táplálkozó kártevők. Tökéletesen alkalmazkodtak a különféle élőhelyek adottságaihoz, olyannyira, hogy legtöbbjük egy-egy gazdanövényre (illetve néhány, közeli rokon fajra) szakosodott.
Kizárólag fás szárú növények levelein élnek. Egyes fajok a levél színét, mások a fonákát szívogatják, és ha sokan vannak, ellephetik a levéllemez mindkét oldalát is. Ha túlszaporodnak, a megtámadott levelek apróbbak maradnak, barnára színeződnek, majd a levéllemez begörbül, illetve összecsavarodik, a hajtás kevesebbet nő, a lomb korán lehullás.
Rügyekben (rendszerint a rügypikkelyek alatt), ritkábban a kéreg repedéseiben telelnek át.
A hímek gomba alakú spermatoforákat helyeznek el a levelekre, és a nőstények lapátot formázó, öblös ivari fedőlapjukkal préselik ki ezekből a spermát. Az ivaros szaporodás mellett előfordul köztük a szűznemzés is – olyannyira, hogy sok faj nőstényei rendszerint hímek nélkül hozzák létre utódaikat.
Legfőbb természetes ellenségeik a ragadozó atkák.

## Rendszertani felosztásuk
Az alcsaládot öt nemzetségre tagoljuk:
- Acaricalini nemzetség 7 nemmel:
  - Acaphylla
  - Acaphyllisa
  - Acaricalus
  - Cymeda
  - Dichopelmus
  - Litaculus
  - Tumescoptes
- Anthocoptini nemzetség 11 nemmel:
  - Abacarus
  - Aculochetus
  - Aculodes
  - Aculops
  - Aculus
  - Anthocoptus
  - Indotegolophus
  - Nothacus
  - Rectalox
  - Sinacus
  - Tegolophus
  - Tetra
  - Vittacus
- Calacarini nemzetség 2 nemmel:
  - Calacarus
  - Neopentamerus
- Phyllocoptini nemzetség 20 nemmel:
  - Acarelliptus
  - Acritonotus
  - Adenoptus
  - Aequsomatus
  - Arectus
  - Calepitrimerus
  - Callyntrotus
  - Criotacus
  - Cupacarus
  - Epitrimerus
  - Gilarovella
  - Keiferella
  - Leipothrix
  - Monochetus
  - Neometaculus
  - Phyllocoptes
  - Phyllocoptruta
  - Platyphytoptus
  - Rhombacus
  - Vasates
- Tegonotini nemzetség 5 nemmel:
  - Acaricalini
  - Anthocoptini
  - Calacarini
  - Phyllocoptini
  - Tegonotini